# Joseph Du Fresne de Francheville
Joseph Du Fresne de Francheville (* 18. September 1704 in Dourlens; † 9. Mai 1781 in Berlin) war ein französischstämmiger Finanzfachmann, Schriftsteller und Dichter.

## Leben
Joseph Du Fresne de Francheville war ein Sohn von Joseph du Fresne und dessen Ehefrau Louise Catherine le Coignard. Er wanderte in der Zeit um 1741 nach Preußen aus und wurde auf Vermittlung von Charles Étienne Jordan durch den preußischen Staatsminister Franz Wilhelm von Happe im Oktober 1742 in Berlin als Königlich-Preußischer Hofrat beim Generaldirektorium eingestellt, wo er in der Folge die Registraturgeschäfte im Kommerz- und Manufakturdepartement verwaltete. Er publizierte Werke zur Finanzgeschichte, schrieb über die Französische Ostindienkompanie sowie unter dem Pseudonym Angilbert über die Expeditionen Karls des Großen, war 1744 Autor einer Boethius-Übersetzung, veröffentlichte 1754 sein satirisches Gedicht Bombyx und begründete 1764 die wöchentlich montags auf Französisch bis 1792 erschienene und bei Georg Jacob Decker gedruckte Zeitschrift Gazette littéraire de Berlin. Am preußischen Hof Friedrichs des Großen freundete er sich mit dem französischen Philosophen und Schriftsteller Voltaire an, der während seiner Berliner Zeit bei ihm in der Taubenstraße am Gendarmenmarkt wohnte und 1751 unter dem Namen Monsieur de Francheville die erste Ausgabe seines „Siècle de Louis XIV“ veröffentlichte.
Im Juli 1743 wurde Joseph Du Fresne de Francheville in der Folge des am Johannisfest 1743 durch den amtierenden Meister vom Stuhl Jakob Friedrich von Bielfeld erfolgten Vorschlags Freimaurer und im September 1743 auf Vorschlag des neuen Meisters vom Stuhl Jakob Friedrich Lamprecht Mitglied der Freimaurerloge Zu den drei Weltkugeln. Am 3. Januar 1744 ließ er sich als Logenmitglied streichen.
Joseph Du Fresne de Francheville wurde am 23. Januar 1744 als Mitglied in die Königliche Akademie der Wissenschaften und am 12. Juni 1768 unter der Präsidentschaft des Mediziners Andreas Elias Büchner mit dem akademischen Beinamen Clitomachus unter der Matrikel-Nr. 705 als Mitglied in die Kaiserliche Leopoldino-Carolinische Akademie der Naturforscher aufgenommen.
Er war in erster Ehe mit Marie Anne Etiennette Françoise Le Verron de La Bertêcle († 1741) und in zweiter Ehe mit Marie Anne de Crossard verheiratet. Der Stadtpfarrer von Großglogau und Domherr der Kathedrale St. Johann zu Breslau André Du Fresne de Francheville (1731–1803) war ein Sohn aus erster Ehe.
Die Herausgabe der Wochenzeitschrift Gazette littéraire de Berlin wurde nach seinem Tod von dem Schauspieler, Regisseur und Französischlehrer Claude Étienne Le Bauld de Nans übernommen.

## Werke (Auswahl)
- Histoire generale et particuliere des finances, ou l’on voit l’origine, l’etablissement, la perception & la regie de toutes les impositions: dressee sur les pieces autentiques. Histoire du tarif de 1664. Tome I. Contenant l’Origine de ce Tarif; avec fes Fixations, & celles qui ont eu lieu avanc & depuis 1664, fur chaque Marchandise, à la Sortie. De Bure l’aine, Paris 1738 (archive.org)
- Histoire generale et particuliere des finances, ou l’on voit l’origine, l’etablissement, la perception & la regie de toutes les impositions: dressee sur les pieces autentiques. Histoire du tarif de 1664. Tome II. Contenant les fixations de ce Tarif, & celles qui ont eu lieu avant & depuis 1664, sur chaque Marchandise, Droguerie & Epicerie à l’Entrée. De Bure l’aine, Paris 1738 (archive.org)
- Histoire generale et particuliere des finances, ou l’on voit l’origine, l’etablissement, la perception & la regie de toutes les impositions: dressee sur les pieces autentiques. Histoire de la Compagnie des Indes avec les titres de ses concessions & privléges. De Bure l’aine, Paris 1738 (archive.org)
- La consolation philosophique de Boëce. Nouvelle traduction. Avec la vie de l'auteur, des remarques historiques et critiques, et une dedicace massonique: par un frere-masson, membre de l'Academie roiale des sciences et des belles-lettres de Berlin. Tome I, Berlin 1744 (archive.org)
- La consolation philosophique de Boëce. Nouvelle traduction. Avec la vie de l'auteur, des remarques historiques et critiques, et une dedicace massonique: par un frere-masson, membre de l'Academie roiale des sciences et des belles-lettres de Berlin. Tome II, Berlin 1744 (archive.org)
- Le bombyx ou le ver à soie. Berlin 1754 (Digitalisat)

Pseudonym Angilbert
- Les Premieres Expeditions De Charlemagne Pendant sa jeunesse & avant son Regne. Schmid, Berlin und Göttingen 1745 (Digitalisat)

Friedrich Matthäus Vierordt
- Bombyx oder der Seiden Wurm. Stage, Augsburg 1769 (Digitalisat)

Voltaire – M. De Francheville
- Le siècle de Louis XIV. Tome premier, Henning, Berlin 1751 (Digitalisat)
- Le siècle de Louis XIV. Tome second, Henning, Berlin 1751 (Digitalisat)